# Elements, Pt. 2
Elements Pt. 2 es el decimoprimer álbum de estudio de la banda finlandesa de power metal Stratovarius. Salió a la venta el 27 de octubre de 2003 por el sello discográfico Nuclear Blast. El álbum alcanzó el puesto número 4 en Finlandia y permaneció ahí por tres semanas. El disco está compuesta por 9 canciones (10 en la edición de Japón). La edición limitada, cuenta con un disco extra de 8 canciones demos y canciones en vivo, esta edición solo se imprimieron 2000 copias. Este disco trae elementos de doom metal como se ve en la primera canción del disco "Alpha & Omega" se muestra como reacción ante la primera parte en la que Tolkki sufrió una depresión maníaca que lo indispuso psíquicamente y le provocó componer letras ofensivas y confusas.
"I Walk To My Own Song" es el sencillo del disco que salió en línea el 29 de agosto en MP3 y como Ep el 25 de septiembre de 2003 por el sello Nuclear Blast. El sencillo llegó al puesto número 9 en Finlandia y se mantuvo ahí por 3 semanas. Se publicó un videoclip oficial de esta canción para el disco. El 28 de septiembre se publicó su segundo sencillo en línea "I'm Still Alive".

## Listado de canciones
1. "Alpha & Omega" - 6:38
2. "I Walk To My Own Song" - 5:03
3. "I'm Still Alive" - 4:50
4. "Season Of Faith's Perfection" - 6:08
5. "Awaken The Gigant" - 6:37
6. "Know The Diference" - 5:38
7. "Luminous" - 4:49
8. "Dreamweaver" - 5:53
9. "Liberty" - 5:02
10. "Ride Like The Wind" (Japanese Bonus Track) - 4:50

## Edición especial bonus CD
1. "Alpha & Omega" (Demo) - 6:36
2. "Vapaus" (Demo) - 6:07
3. "Season Of Faith's Perfection" (Demo) - 6:18
4. "Soul Of A Vagabond (live in Paris April 19th 2003) - 8:03
5. "Destiny / Fantasia" (live in San Sebastián April 5th 2003) - 9:08
6. "Father Time" (live in Pratteln April 10th 2003) - 5:00
7. "Hunting High and Low" (live in San Sebastián April 5th 2003) - 5:10
8. "Paradise" (live in Barcelona April 4th 2003) - 5:43

## Miembros
- Timo Kotipelto - Voz
- Timo Tolkki - Guitarra
- Jari Kainulainen - Bajo
- Jens Johansson - Teclado
- Jörg Michael - Batería

## Posicionamiento
Álbum
| Año  | Listas    | País                 | Posición |
| ---- | --------- | -------------------- | -------- |
| 2003 | Finlandia | Bandera de Finlandia | 4        |
| 2003 | Suecia    | Bandera de Suecia    | 37       |
| 2003 | Japón     | Bandera de Japón     | 38       |
| 2003 | Alemania  | Bandera de Alemania  | 58       |
| 2003 | Francia   | Bandera de Francia   | 74       |
| 2003 | Suiza     | Bandera de Suiza     | 92       |
| 2003 | España    | Bandera de España    | 93       |

## Presentaciones del disco
- 28 de febrero de 2004 - Piorno Rock Festival, Pinos Puente,  España
- 21 de mayo de 2004 - Tavastia, Helsinki,  Finlandia
- 22 de mayo de 2004 - La Rotonde, Hirson,  Francia
- 23 de mayo de 2004 - Transbordeur, Villeurbanne,  Francia
- 30 de mayo de 2004 - Amphitheater Gelsenkirchen, Gelsenkirchen,  Alemania
- 6 de junio de 2004 - Arena Parco Nord, Bolonia,  Italia
- 24 de junio de 2004 - RMJ Festival, Rauma,  Finlandia
- 2 de julio de 2004 - Masters of Rock, Senec,  Eslovaquia
- 31 de julio de 2004 - Gates of Metal, Hultsfred,  Suecia
- 1 de agosto de 2004 - Ankkarock, Vantaa,  Finlandia
- 6 de agosto de 2005 - Wacken Open Air, Wacken,  Alemania
- 19 de agosto de 2005 - Estadio Obras Sanitarias, Buenos Aires,  Argentina
- 21 de agosto de 2005 - Teatro Caupolicán, Santiago,  Chile
- 24 de agosto de 2005 - Curitiba Master Hall, Curitiba,  Brasil
- 25 de agosto de 2005 - Bar Opinião, Porto Alegre,  Brasil
- 27 de agosto de 2005 - Olympia, São Paulo,  Brasil
- 30 de agosto de 2005 - Chevrolet Hall, Belo Horizonte,  Brasil
- 31 de agosto de 2005 - Caneção, Río de Janeiro,  Brasil